# Knightmare (игра, 1986)
Knightmare (в Японии известная как яп. Majou Densetsu) — компьютерная игра в жанре вертикального скролл-шутера, выпущенная в 1986 году для бытового компьютера MSX. Игрок управляет рыцарем по имени Пополон, которому необходимо пройти через несколько уровней разнообразных монстров, чтобы победить Худноса и спасти принцессу Афродиту.
Knightmare была инновационной игрой своего времени благодаря следующим особенностям:
- игра содержала многоцветную графику, поскольку использовала видеопроцессор Texas Instruments TMS9918;
- В игре на экран одновременно выводились относительно большое количество быстро движущихся объектов (спрайтов). При этом спрайты располагались на экране таким образом, чтобы не нарушать ограничение видеопроцессора на 4 спрайта в строке (максимум).

Считалась сложной, если играть без применения чит-кодов. Чистое игровое время её прохождения на компьютере с 60гц видеочипом составляет примерно 30 минут.

## Конвертации и версии
- Knightmare была портирована на мобильные телефоны i-mode в 2003 году фирмой Konami.
- Игра была размещена в сборниках Коллекция MSX-антиквариата Konami для Sega Saturn и PlayStation.
- Был создан порт для MS-DOS от фирмы FRIENDS Software. Основные отличия: улучшенная графика, плавный однопиксельный скроллинг (требуется видеоадаптер EGA), изменена структура игровых уровней; музыкальное сопровождение отсутствует.
- Игра также была переработана в виде «Золотой» версии для MSX2. Основные отличия: улучшенная графика, режим Screen 4 вместо Screen 2 — плавный однопиксельный скроллинг, многоцветные спрайты без эффектов мерцания; улучшенный звук — поддержка PSG, SCC и CD-Audio. Для игры с максимальными настройками требуется MSX2@7 MHz, 128K ОЗУ, 128K видеопамяти, SCC+ и IDE CD-ROM.[2]